# Гиперпрессованный кирпич
Гиперпрессование — это безобжиговый метод производства кирпича.
Гиперпрессование основывается на процессе «холодной сварки», происходящей при прессовании под высоким давлением (12-35 МПа) мелкопомолотых известняковых пород с небольшим количеством (до 10%) цемента и воды.
Основным сырьем (до 90%) являются отсевы от разработки известняковых (карбонатных) пород: 
ракушечники, 
известняки, 
доломиты, 
травертины, 
мраморы и т. д.
- В отличие от производства керамического кирпича, в качестве сырья не используется глина, сформованный кирпич не сушится и не обжигается.
- В отличие от производства силикатного кирпича, в качестве сырья не используются силикатный песок и известь, сформованный кирпич не пропаривается в автоклаве.

## Преимущества
- Малая энергоёмкость - отсутствие этапа термической обработки (сушка, обжиг или пропарка под давлением)  значительно снижает энергоёмкость кирпича, на производстве  задействованы только небольшие электрические мощности.

- Безотходность - все сырье входящее в производственный процесс выходит в виде готового кирпича, любой брак реутилизируется. В процессе производства не вырабатываются отходы: ни газообразные, ни жидкие, ни твердые.

- Утилизация отходов - отходы от других промышленных производств транформируются в облицовочные строительные материалы высокого качества, причем содержание этих отходов в кирпиче составляет 90%.

- Очень высокая прочность на сжатие (100-300 кг/см2), морозостойкость (100-200 циклов и больше) и водостойкость (водопоглощение не больше 6%).

- Очень точная геометрия, погрешность размеров не превышает 1 мм.

- Большой выбор цветовой гаммы.

## Недостатки
- Большая масса (полнотелый кирпич весит 4,2-4,4 кг, больше чем керамический или силикатный), отсюда большая нагрузка на фундамент.

- Высокая теплопроводность.

- Высокая цена.